# Jaideep Sen
Pour les articles homonymes, voir Sen.
Jaideep Sen est un réalisateur et assistant réalisateur indien de Bollywood.

## Filmographie
- 1996 : Jeet (assistant)
- 1996 : Jaan (assistant)
- 1997 : Judaai (assistant)
- 2003 : Koi... Mil Gaya (assistant)
- 2005 : Kisna - The Warrior Poet (assistant)
- 2006 : Krrish (assistant)
- 2008 : Krazzy 4